# Erronus variabilis
Erronus variabilis är en insektsart som beskrevs av Paul W. Oman 1987. Erronus variabilis ingår i släktet Erronus och familjen dvärgstritar.

## Underarter
Arten delas in i följande underarter:
- E. v. variabilis
- E. v. mimicus
- E. v. erratus
- E. v. gracilis